# Distrito de Islay
El distrito de Islay es uno de los seis que conforman la provincia de Islay, ubicada en el departamento de Arequipa en el Sur del Perú.
Desde el punto de vista jerárquico de la Iglesia católica forma parte de la Arquidiócesis de Arequipa.

## Historia

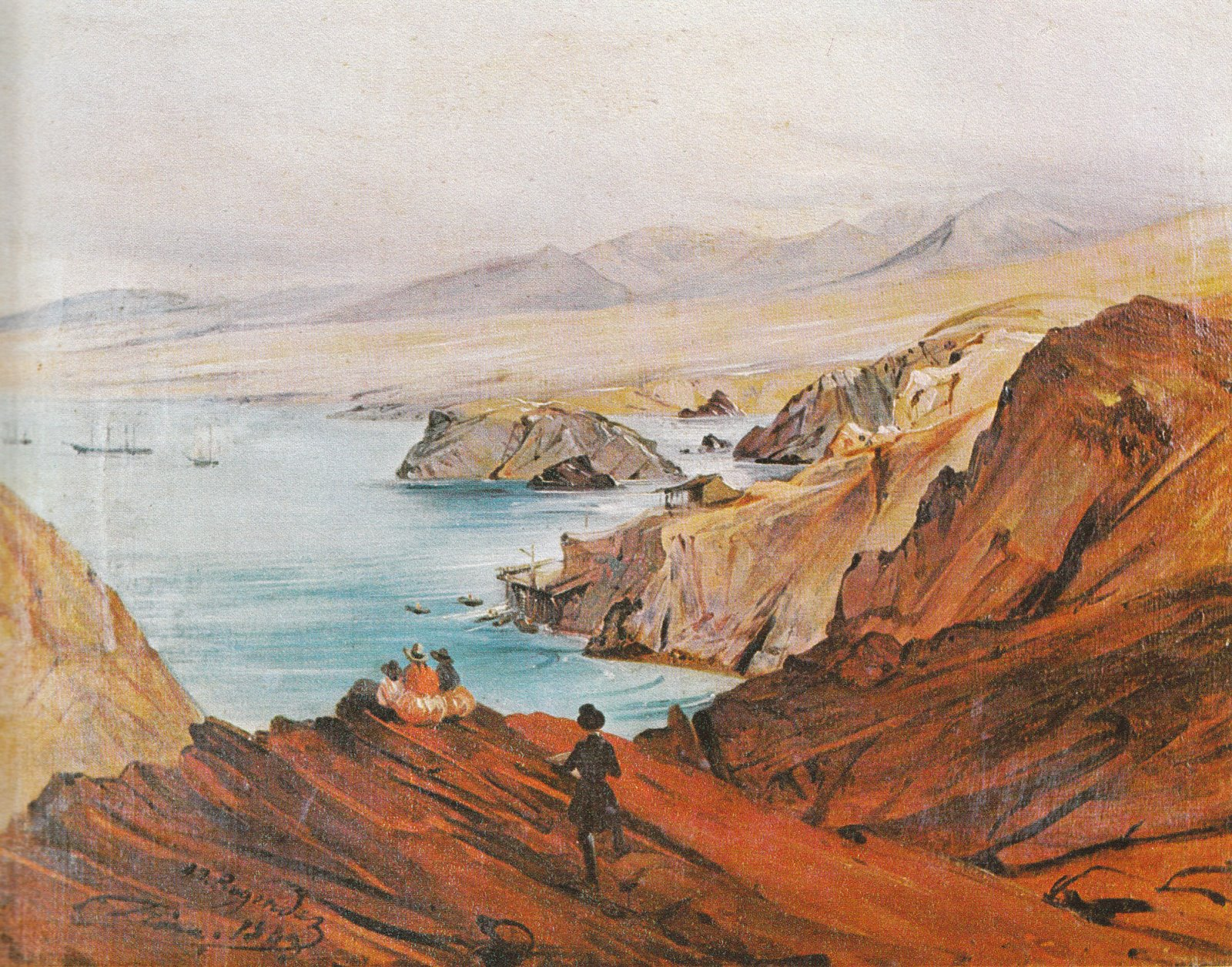
El puerto de Islay pintado por Rugendas a mediados del

El distrito fue creado mediante Ley del 2 de enero de 1857, dada en el gobierno del Presidente de la República Ramón Castilla.

## Autoridades

### Municipales
- 2023 - 2026[3]
  - Alcalde: Horacio Irwin Santoyo Chalco, de Pollito Goleador.
  - Regidores:

  1. John Cala Anco (Arequipa Renace)
  2. Dominga Ana María Luque Calderón (Arequipa Renace)
  3. Marieth Alessandra Álvarez Mamani (Arequipa Renace)
  4. Edwin Chura Anahua (Arequipa Renace)
  5. Rosario Doris Herrera Veliendres de Elizalde (Acción Popular)

## Festividades
- 30 de abril - 1 de mayo: Virgen de Chapi
- 29 de junio: San Pedro y San Pablo (día del pescador)
- 16 de julio: Virgen del Carmen
- 20 de julio: Divino Niño Jesús
- 6 de agosto: Virgen de Copacabana
- 13-14 de septiembre: Señor de Huanca
- 18 de octubre: Señor de los Milagros
- 27 de octubre: Señor del Mar del Distrito de Islay - Matarani (Santo patrón)
- 29 de octubre: San Judas Tadeo